# OGPK
OGPK（Objective Gunner Protection Kit, オブジェクティブ・ガンナー・プロテクション・キット）は、2000年代後半にアメリカ合衆国で開発された、ハンヴィーやMRAPの機関銃手を防護する目的で開発された装甲銃塔キットの名称である。

## 開発の背景

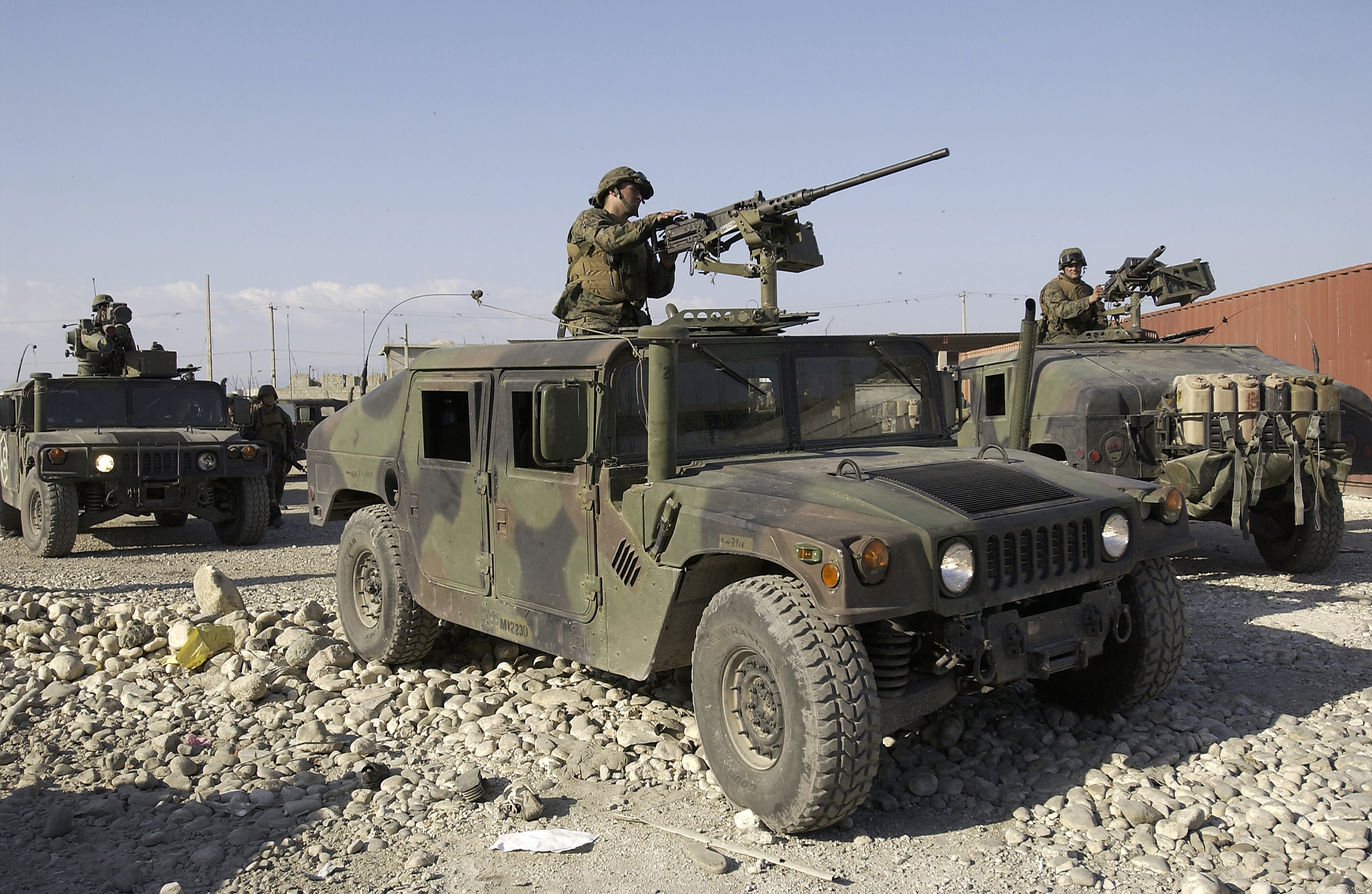
初期のハンヴィーの銃手。攻撃に対し無防備であった。

2003年3月に発生したイラク戦争において、アメリカ軍は短期間に侵攻作戦を進め、5月にはジョージ・W・ブッシュ大統領により大規模戦闘の終息宣言が出された。しかしながら、その後もイラクのサッダーム・フセイン大統領の行方は判らず、旧フセイン政権を支持するイスラム教スンニ派のバース党構成員や支持者からなる民兵組織や、元々はフセイン政権とは敵対的であったはずのイスラム教シーア派民兵組織、更には大規模戦闘後イラク国内に流入し勢力を伸ばしたアルカイダ系の民兵組織により、アメリカ軍や駐留軍に対する攻撃は収まる事がなく、アメリカ軍の死者も、最初の2ヶ月の大規模戦闘での136名に対し、その後の駐留時の死者はその10倍を超える規模となっていた。
こういった環境下において、イラク国内でのパトロール活動を行うハンヴィーや軍用トラックは装甲防御力がほとんど無く、小銃の攻撃を受けても乗員が死傷するという状況で、これらの車両の乗員は車両のドアや運転席周辺、あるいは銃座の周囲に鉄板を切り出した即製の装甲板を取り付けて運用していた。2005年に提出された報告書には、こういった車両の射手に対する360度全周の防護と、視認性の維持の重要性が記されていた。

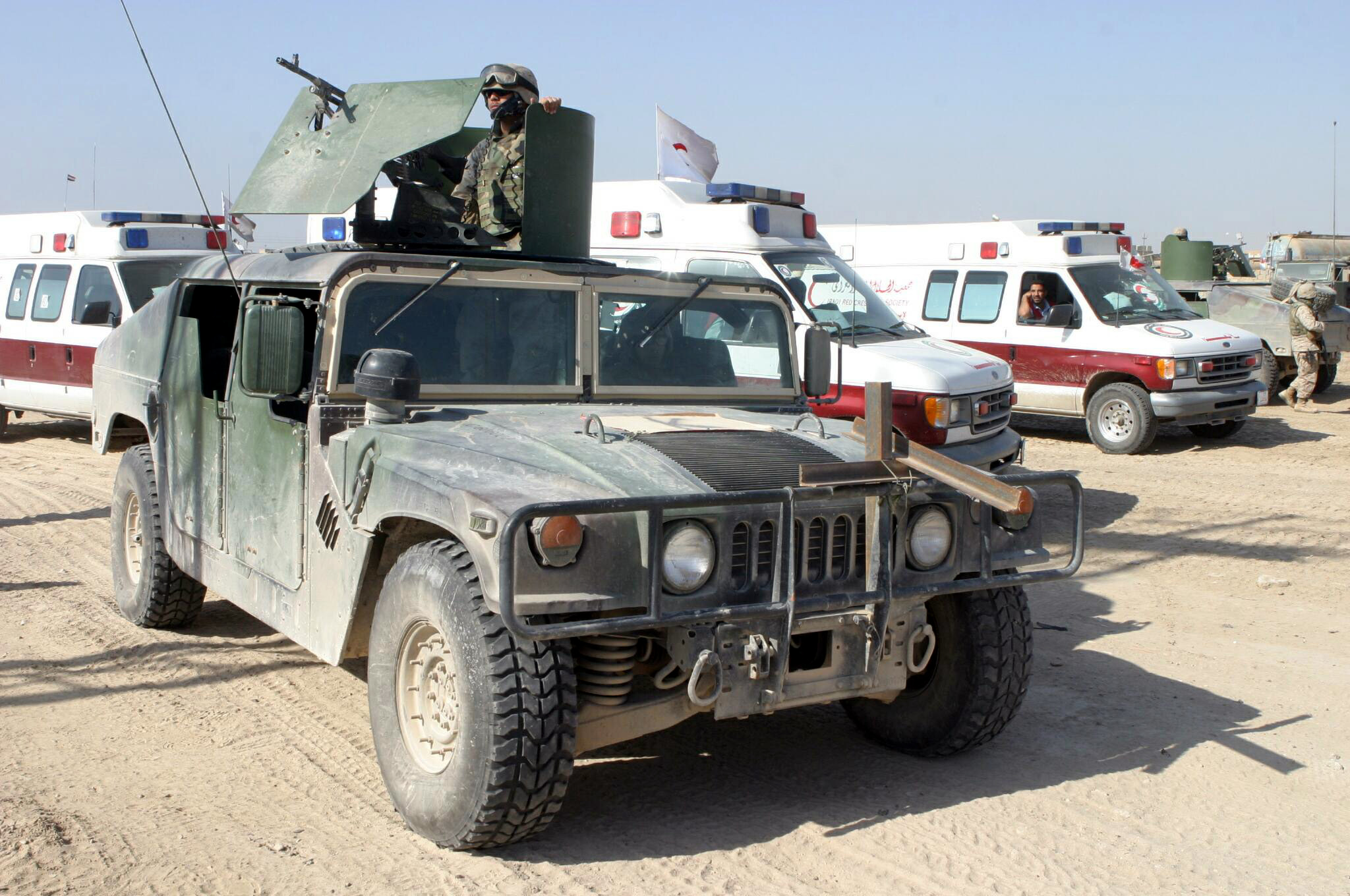
現地で即製改造された防護キット。海兵隊、2004年、イラク国内。
GSK（Gunner Shield Kit）と呼ばれる前方防盾のみ装備した海兵隊のハンヴィー。2004年、イラク、ファルージャ。
GPK（Gunner Protection Kit）と呼ばれる装甲キットを装備したM1114ハンヴィー。OGPKより前のモデルで、防弾ガラス窓が無く周囲の視認性が良くなかった。

## 概要
アメリカ軍はこの報告を重要なものと認識し、アメリカ軍の兵器研究、開発を行うニュージャージー州ピカティニー・アーセナルの陸軍兵器研究開発技術センター（Armament Research, Development and Engineering Center, ARDEC）が、OGPK（Objective Gunner Protection Kit）と呼ばれる装甲銃塔キットの開発を主導する事になった。ARDECはそれまでに培った各種兵器開発の経験を生かし、迅速に開発、試作を進めた。OGPKには、機関銃手が周囲の状況を把握し素早く射撃を行うという機能と、敵の攻撃に対する充分な防御力を持つという、場合によっては相反する2つの性能が求められた。ARDECの開発チームはイラクの戦地から帰国した兵士の意見を聞いたり、4種類の試作品をイラク国内に持ち込んで実際の作戦に投入し、開発へのフィードバックを行うなどして、前述の目的に適う装甲キットを開発開始から6ヵ月後に完成させた。OGPKはかなりの重量があったため、旋回を容易にする目的で、同じアメリカ軍の戦車・車両研究開発技術センター（Tank Automotive Research, Development and Engineering Center,TARDEC）によって開発された電動式旋回装置（Battery Powered Motorized Traversing Unit, BPMTU）の機能を組み込まれたものとなった。

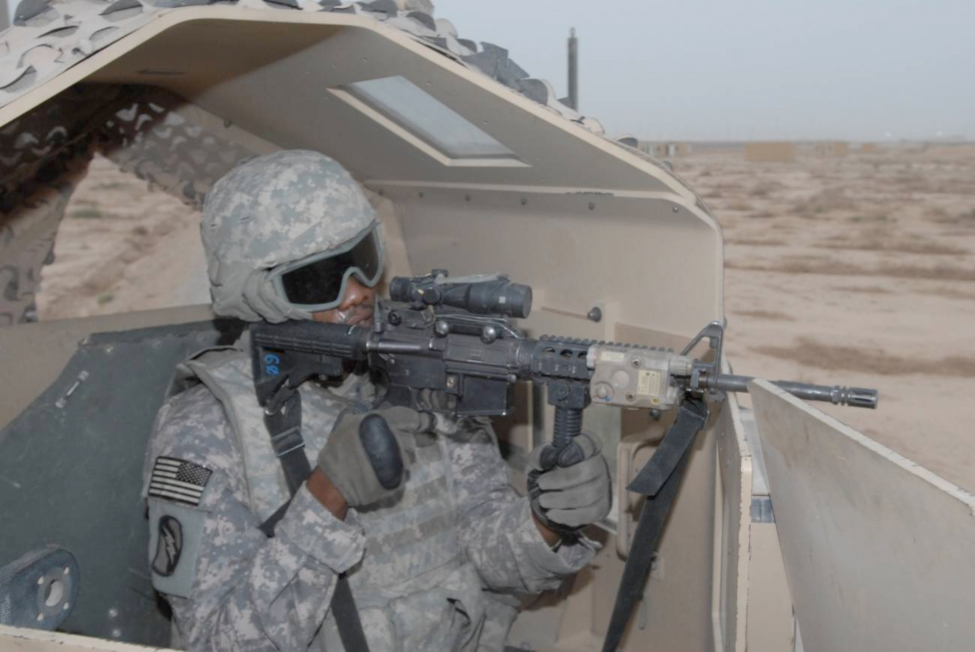
上部装甲カバーを追加装着したOGPK

OGPKは同じ年内（2007年）に実戦配備が始まり、その年のアメリカ陸軍の優秀発明品トップ10に数えられる事となった。OGPKはその後も改良されており、建物の密集した街路での市街戦に対応するため、銃手の頭上を防護する装甲屋根の追加、装着した機関銃の仰角を約80°まで付けられる新型マウントが開発され、それぞれ2008年度、2009年度の優秀発明品トップ10となっている。
OGPKは2011年1月時点で、45,000セットがイラクおよびアフガニスタンに展開するアメリカ陸軍に実戦配備された。また、アメリカの主導により再編された新生イラク軍や、その他MRAP系の対地雷装輪装甲車を導入した国々でも広く使用されている。

### MCTAGS
アメリカ海兵隊では、BAEシステムズによって開発された、O-GPKに類似するMCTAGS（Marine Corps Transparent Armor Gun Shield）や、MCTAGS-R（Marine Corps Transparent Armor Gun Shield - Reducible）と呼ばれる装甲銃塔キットを調達、配備している。

### OCWS
2020年代現在の軍用車両では、機銃のリモコン装置とTVカメラ類を組み合わせ、車内から外部視察･操作でき銃手が頭を出す必要がないRWS（リモート･ウェポン･ステーション）の普及が進んでおり、米軍も開発･採用を進めている一方、未だにRWSが直接視認に完全には代わりえないという考えも見受けられ、2022年にも調達中の新型装甲車AMPV向けに、ピカティニー兵器廠で開発･評価中の新たな装甲銃座OCWS（ObjectiveCommander'sWeapon Station）のプロトタイプが公開された
。

## 画像

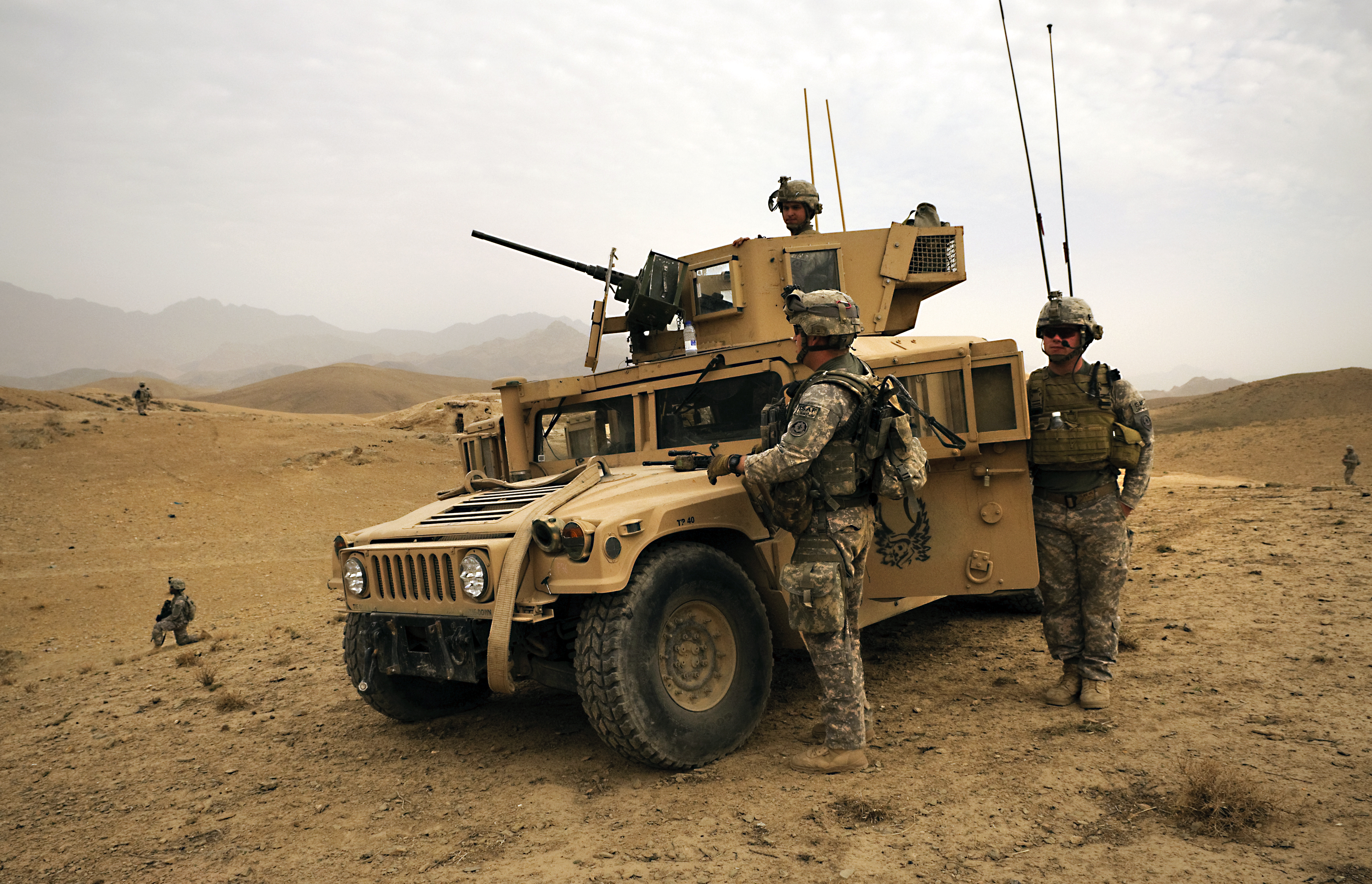
OGPKを装備したハンヴィー、2010年、アフガニスタン。
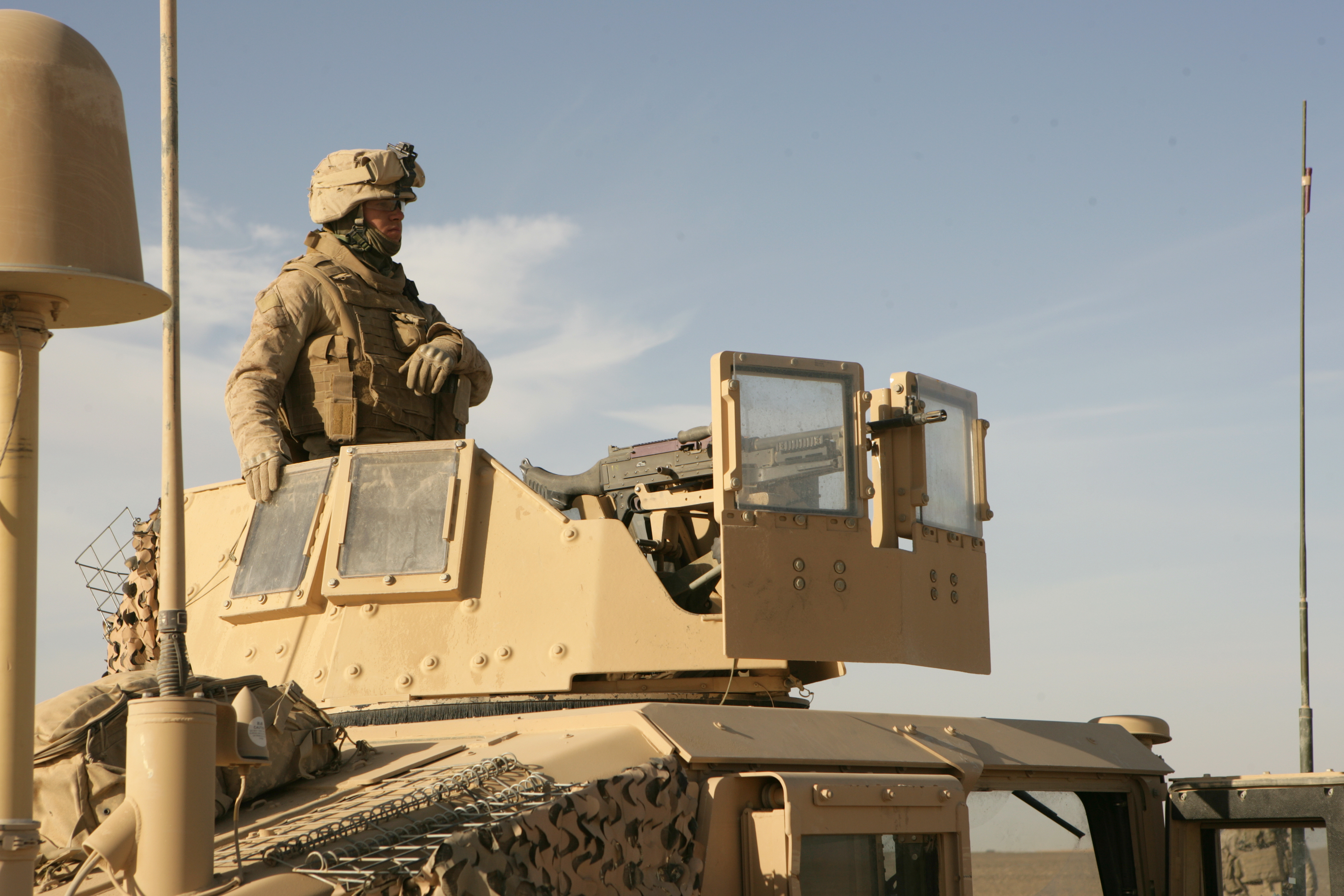
海兵隊のハンヴィーに搭載されたMCTAGS-R、2009年、アフガニスタン。
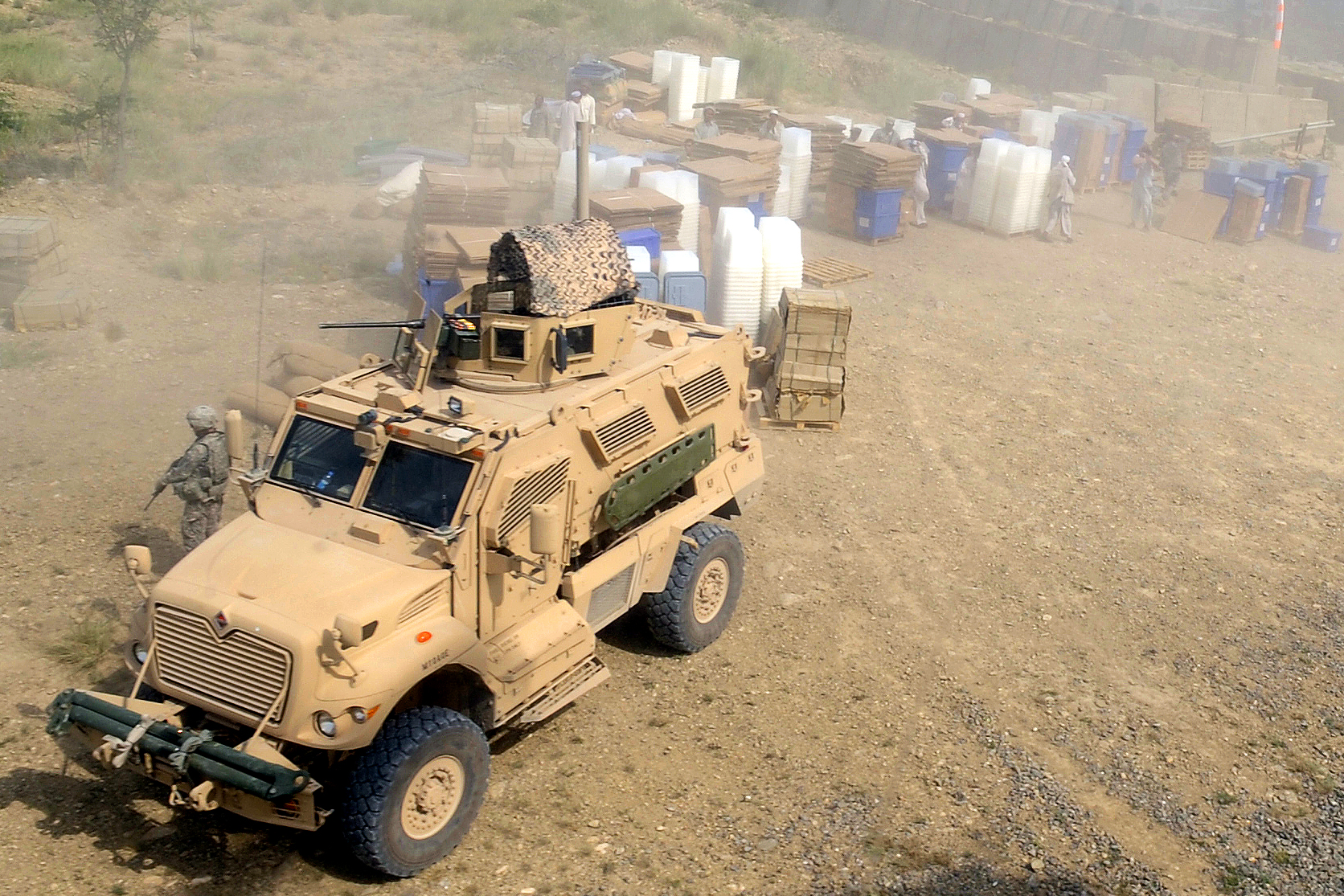
OGPKを装備したマックスプロ、2009年、アフガニスタン。
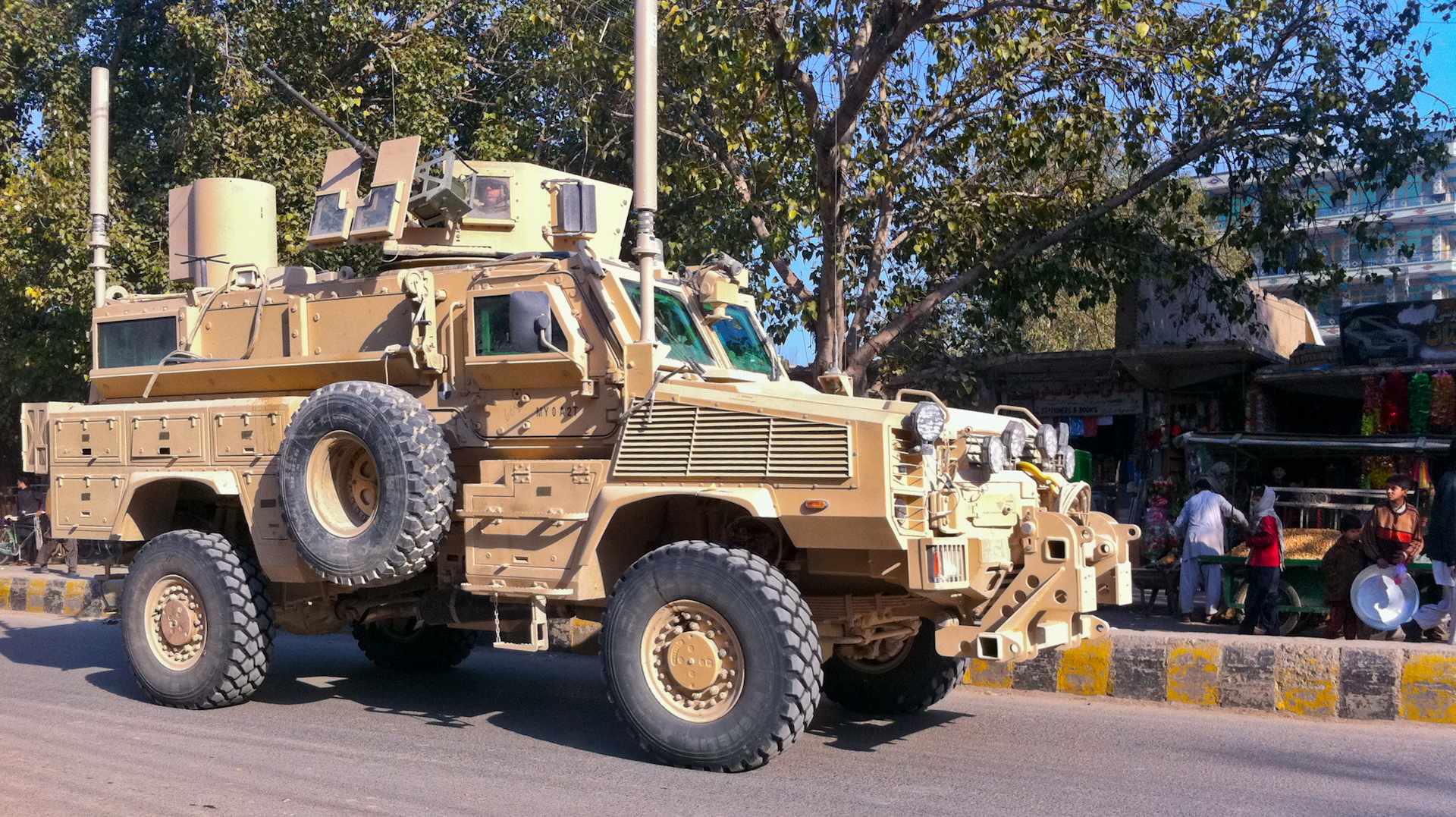
OGPKを装備したRG-31、2011年、コロンビア軍。
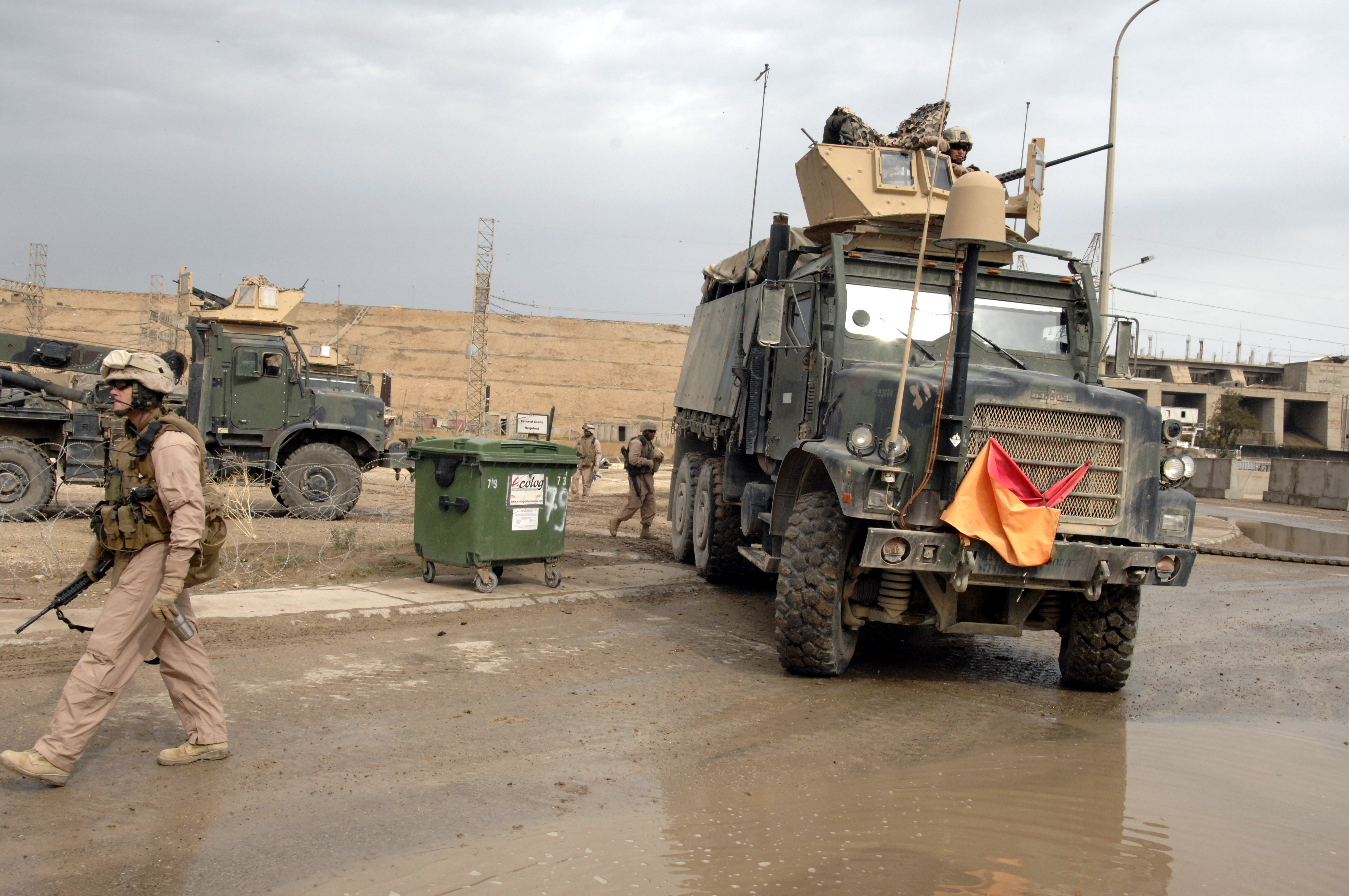
MCTAGSを装備した海兵隊のMTVR。2007年、イラク国内。
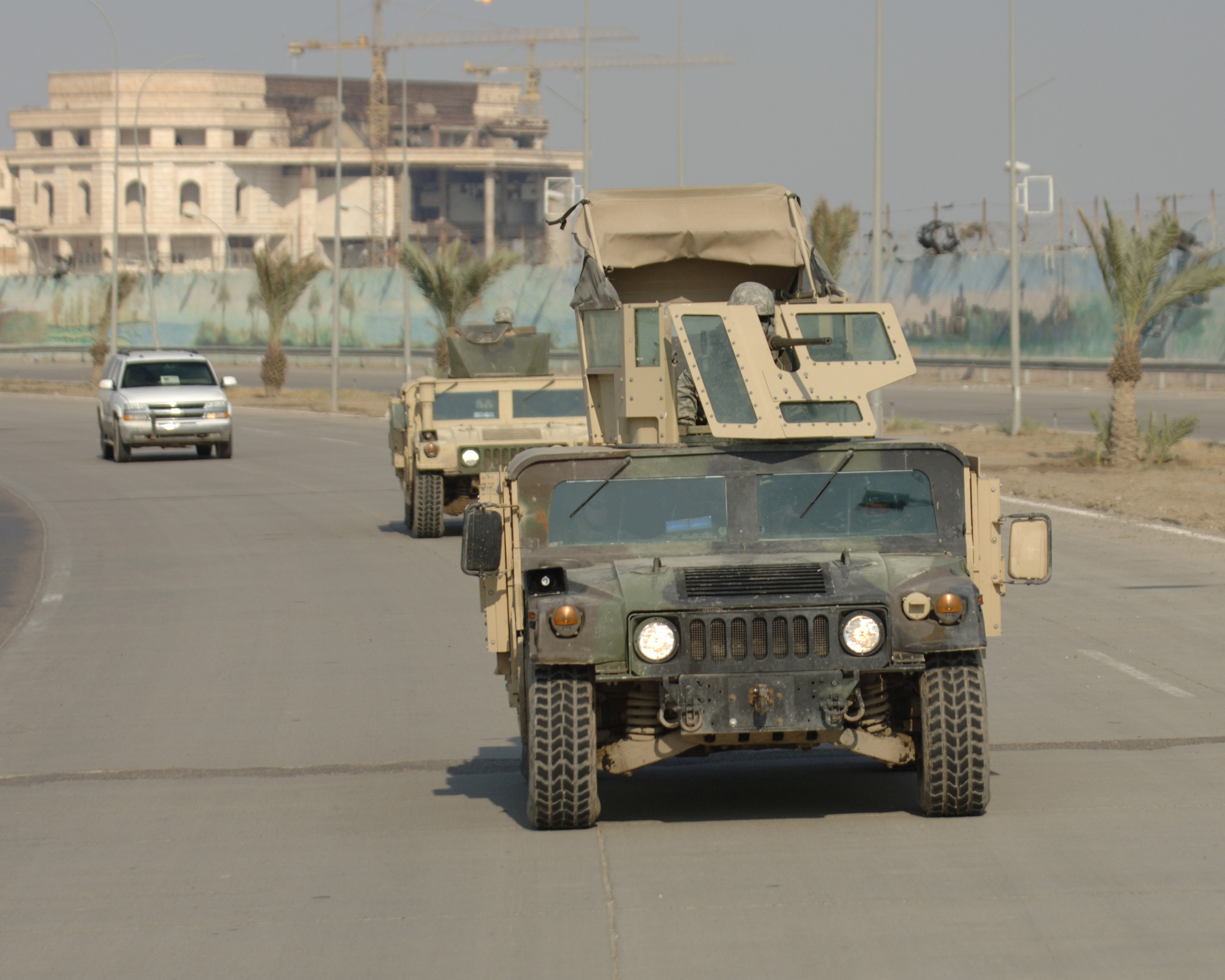
プロトタイプあるいは改造型のOGPKを装備したハンヴィー、2008年、イラク首都バグダード。
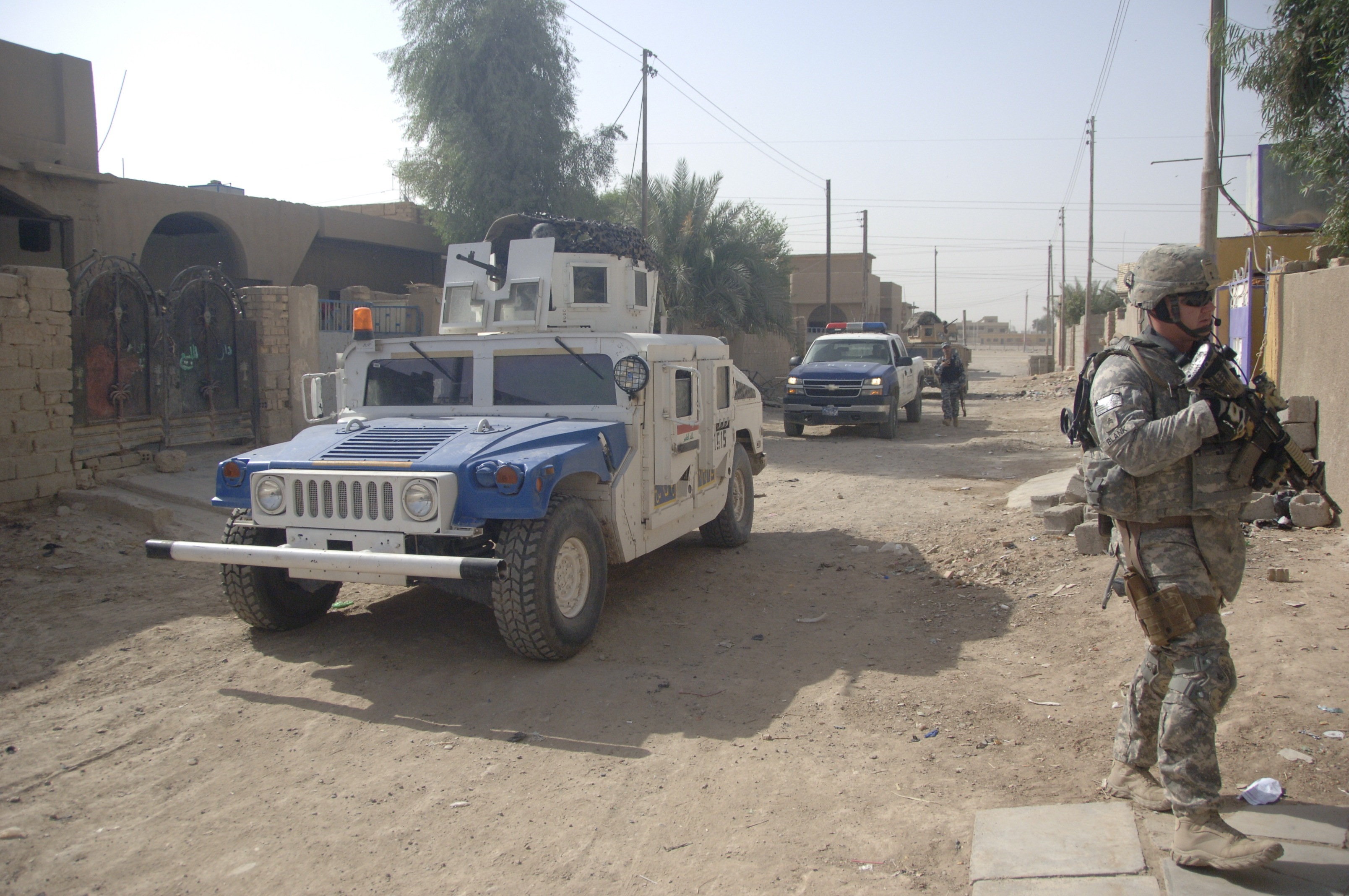
OGPKを装備したイラク警察部隊のハンヴィー。2008年。
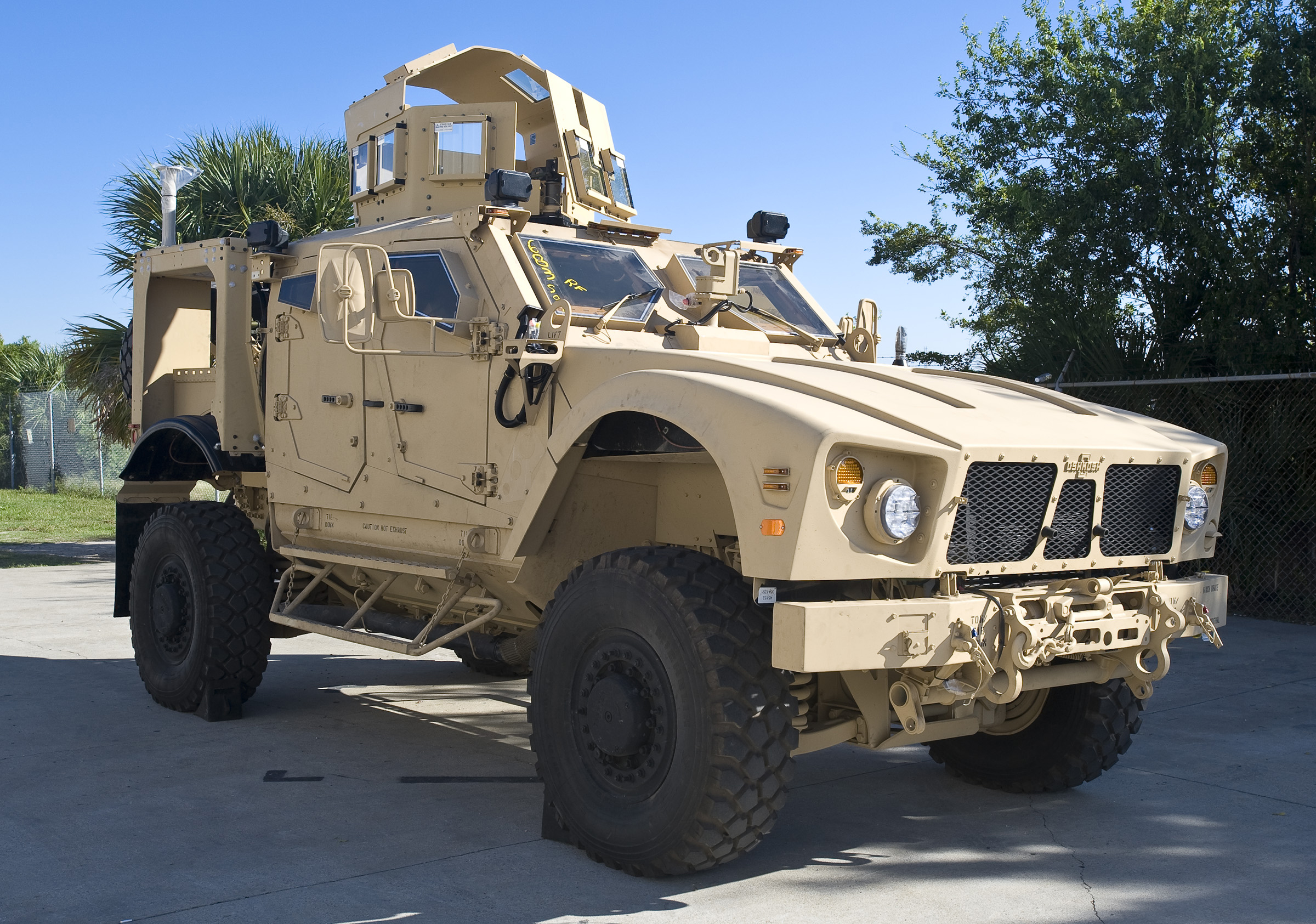
OGPKを搭載したM-ATV。
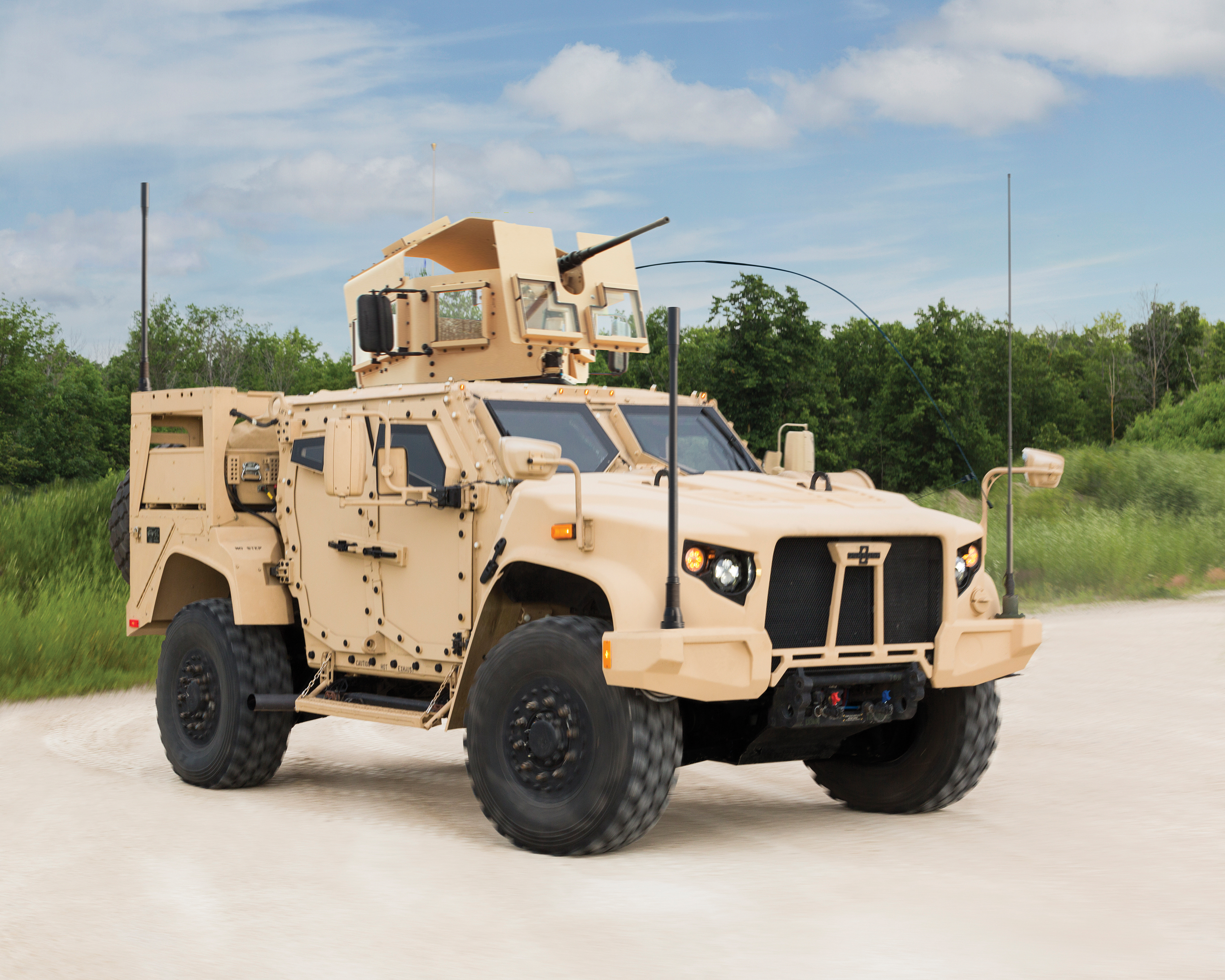
OGPKを搭載したL-ATV (JLTV)。
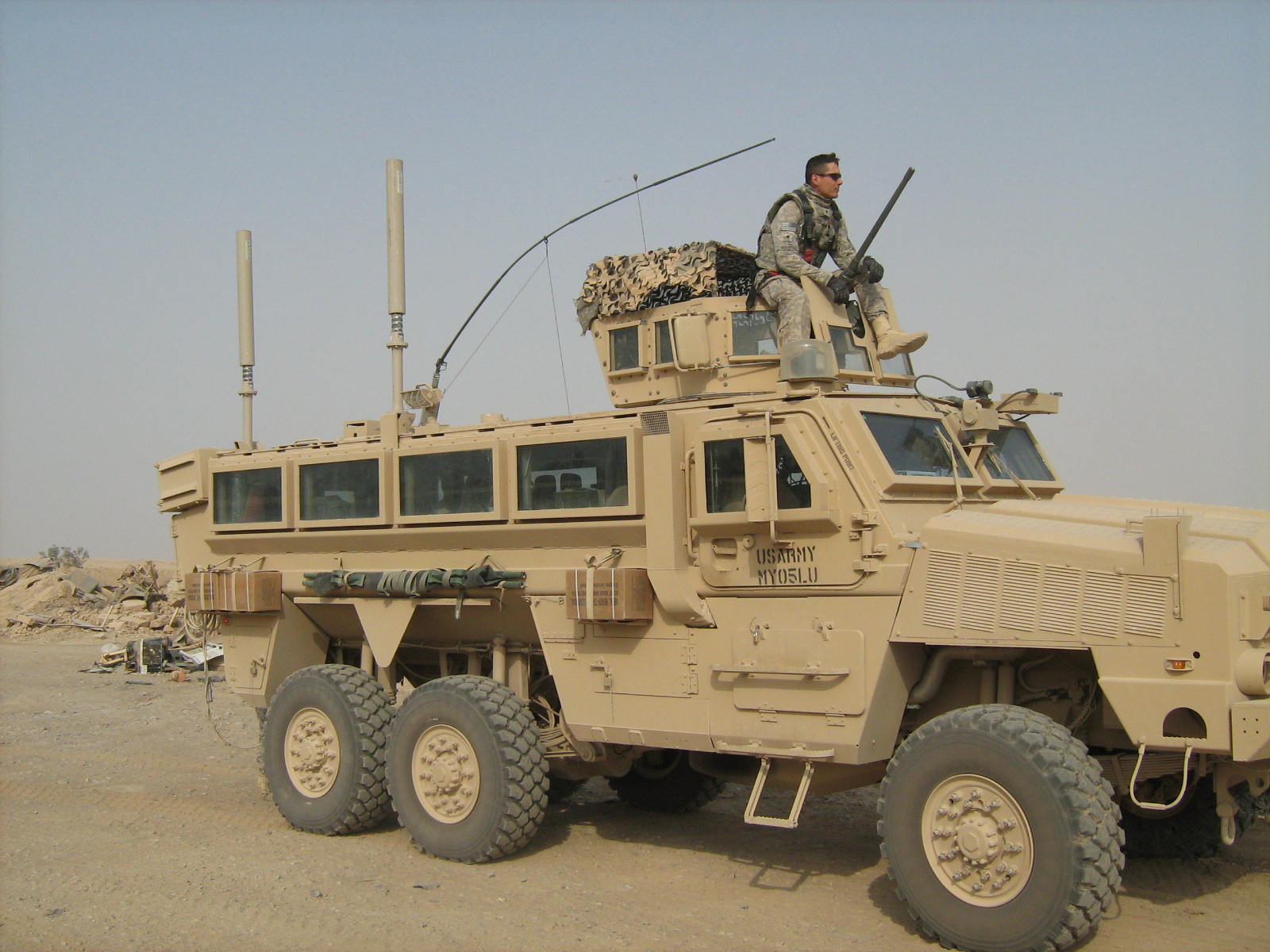
日除けの為、偽装網を装着したOGPKを装備したRG-33L。MMPVプログラムにより採用された陸軍の車両。
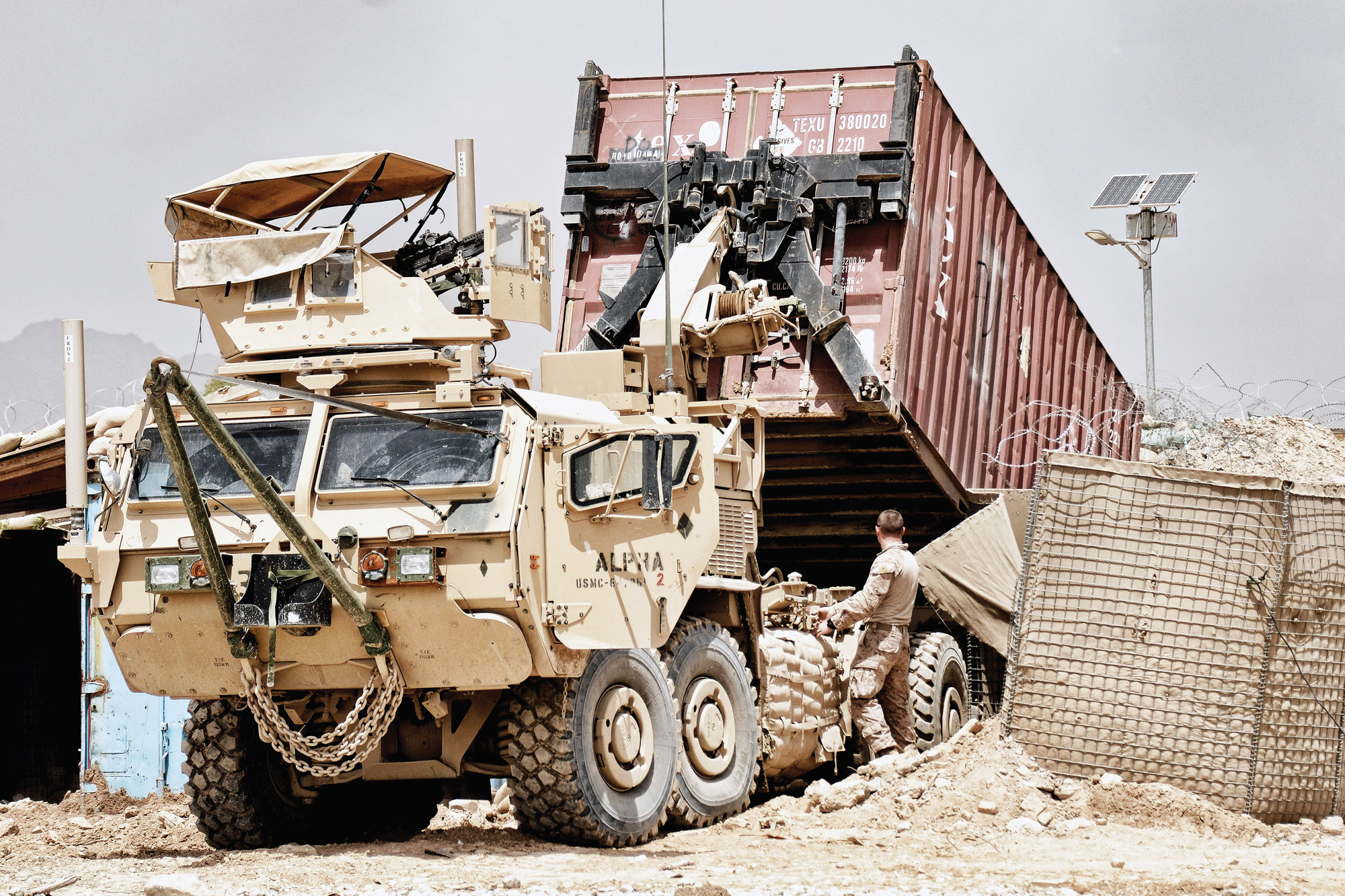
MCTAGSを搭載した海兵隊のLVSR。